# Shōno Junzō

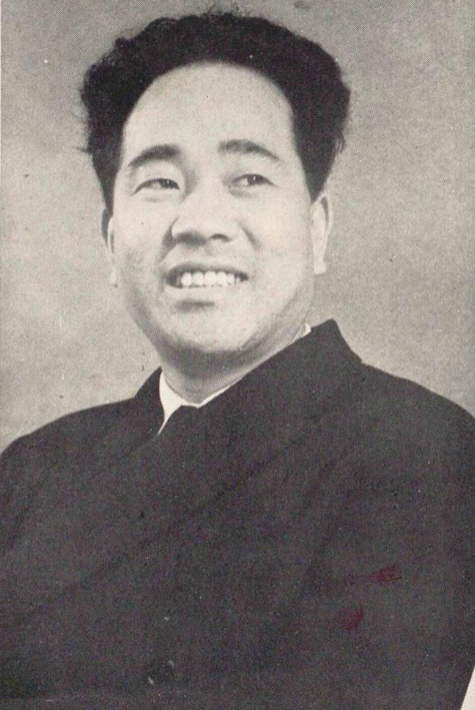

Shōno Junzō (jap. 庄野 潤三; * 9. Februar 1921 in Sumiyoshi (heute: Osaka); † 21. September 2009 in Kawasaki) war ein japanischer Schriftsteller.

## Leben
Shōno begann seine schriftstellerische Tätigkeit nach dem Zweiten Weltkrieg mit dem Schreiben von Romanen. Bereits 1954 wurde ihm der Akutagawa-Preis, die bedeutendste Auszeichnung für japanischsprachige Autoren, für sein Buch Poolside Shōkei verliehen.
In der Mitte der 1950er Jahre erreichte er Bekanntheit als einer der jungen aufstrebenden Autoren neben Yasuoka Shōtarō und Yoshiyuki Junnosuke. 1957 befand er sich als Gast der Rockefeller-Stiftung für ein Jahr in den Vereinigten Staaten und beschrieb seine dortigen Erfahrungen und sein Leben am Kenyon College in Gambier (Ohio) in dem Buch Gambia Taizaiki.
In den folgenden Jahren gewann er mehrere weitere Preise für seine Bücher wie Seibutsu („Stillleben“), das den Literaturpreis des Shinchōsha-Verlages gewann. Für sein Werk Yube no Kumo („Abendwolken“) wurde ihm 1965 der Yomiuri-Literaturpreis verliehen. 1971 wurde er für sein Buch Eawase („Bildkarten“) mit dem ebenfalls renommierten Noma-Literaturpreis gewürdigt.
Darüber hinaus war er seit 1978 auch Mitglied der Japanischen Kunstakademie.

## Werke
- 1954 Poolside shōkei (プールサイド小景, Pūrusaido shōkei)
  - Vignetten vom Schwimmbeckenrand, übersetzt von Jürgen Berndt, in: Träume aus 10 Nächten. Berlin, 1975 S. 541–562
- 1960 Seibutsu (静物)
- 1965 Yube no Kumo (夕べの雲)
- 1971 Eawase (絵合せ)